# 스발바르도사우루스
스발바르도사우루스(학명:Svalbardosaurus crassidens)는 어룡목 메리아모사우루스과에 속하는 어룡이다. 지금은 멸종된 종으로서 전체적인 몸길이가 7~9m인 거대한 어룡에 속한다.

## 특징
스발바르도사우루스(Svalbardosaurus)는 로어 트라이아스기(Lower Triasgi)의 어룡류에 속하는 스발바르도사우루스 크라시덴스(Svalbardosaurus crassidens)로 1981년에 장-미셸 마진이 이름을 짓고 기술했다. 총칭은 스발바르 군도를 가리키는데 그 중 스피츠베르겐이 일부분이며 유해가 발견된 곳이다. 그러한 구체적인 이름은 라틴어로 "흉한 치아"를 의미한다.그 속은 오로지 몇몇 원뿔형 치아를 기반으로 하며 종종 명명된 두비움으로 간주된다. 이로 인해 다른 어룡들에 비해 이빨이 상당히 특이한 모습을 하고 있다. 가슴지느러미와 배지느러미가 매우 길게 확장되어 있으며 등지느러미가 다른 어룡들에 비해 더욱 위로 솟아 있는 종이다. 부분적으로 확장된 두개골과 척추를 가지고 있으며 현생의 돌고래와 유사한 생활의 양식을 가지고 살아갔을 종으로 추정된다. 먹이로는 당대에 서식했던 물고기, 갑각류, 두족류와 작은 크기의 어룡을 잡아먹고 살았을 육식성의 포식자로 추정되는 종이다.

## 생존시기와 서식지와 화석의 발견
스발바르도사우루스가 생존하던 시기는 중생대의 트라이아스기의 전반으로 지금으로부터 약 2억 4500만년전~1억 8000만년전에 생존했던 종이다. 생존했던 시기에는 유럽을 중심으로 하는 대서양과 지중해에서 주로 서식했던 어룡이다. 화석의 발견은 1981년에 유럽의 트라이아스기에 형성된 지층에서 노르웨이의 고생물학자인 장-미셀 마진이 처음으로 발견하여 새롭게 명명된 종이다.

## 같이 보기
- 파충류
- 중생대
- 트라이아스기
- 어룡
- 화석